# Letter 2 My Unborn
«Letter 2 My Unborn» es un sencillo póstumo de 2Pac del álbum Until the End of Time. Contiene un video musical, pero no fue tan exitoso como el del anterior sencillo del álbum. La canción samplea el tema "Liberian Girl" de Michael Jackson, del álbum Bad de 1987. La versión de 2Pac tiene un ritmo más acelerado e incluye una colaboración femenina en el estribillo. En la canción, 2Pac le dice a su hijo aún no nacido como vivió su vida y le aconseja no meterse en problemas.

## Lista de canciones
1. «Letter 2 My Unborn»
2. Pac & Outlawz: "Hell 4 a Hustler
3. «Letter 2 My Unborn» (Instrumental)
4. L«etter 2 My Unborn» (Video CD-ROM)
5. Yaki Kadafi "Unborn Letters